# Xã Black Creek, Quận Luzerne, Pennsylvania
Xã Black Creek (tiếng Anh: Black Creek Township) là một xã thuộc quận Luzerne, tiểu bang Pennsylvania, Hoa Kỳ. Năm 2010, dân số của xã này là 2.016 người.